# Роберт Милер
Роберт Милер (  — Розенхајм, 25. јун 1980 − Розенхајм, 21. мај 2009) био је професионални немачки хокејаш на леду који је играо на позицији голмана.
Био је члан сениорске репрезентације Немачке за коју је играо на 8 светских првенстава и на два олимпијска турнира (ЗОИ 2002. и ЗОИ 2006). 
Године 2001. учествовао је на улазном драфту НХЛ лиге где га је као 275. пика у деветој рунди одабрала екипа Вашингтон капиталса, међутим никада није заиграо ван Немачке.
Освојио је укупно 3 титуле националног првака Немачке, две са Адлер Манхајмом (у сезонама 2000/01. и 2006/07) и једну са Крефелдом (сезона 2002/03). 
У новембру 2006. дијагностикован му је малигни глиобластом на мозгу због чега се подвргао операцији и хемотерапијама. Након операције успешно се опоравио и већ у фебруару 2007. вратио се професионалном хокеју. Међутим у августу 2008. доктори су констатовали да се тумор вратио због чега је био приморан да прекине каријеру. Преминуо је 21. маја 2009. у 28. години живота. Иза себе је оставио супругу и двоје деце.
Број 80 под којим је играо повучен је из употребе, прво у клубовима у којима је играо (Келнер хаје и Адлер Манхајм), а потом од сезоне 2009/10. и у комплетном немачком првенству. Дрес са бројем 80 такође је повучен из употребе и у репрезентацији Немачке. 
У знак сећања на Милера организациони одбор Светског првенства 2017, чији је град Келн био домаћин, његову силуету поставио је на званични лого првенства.